# L'Incendie de Borgo

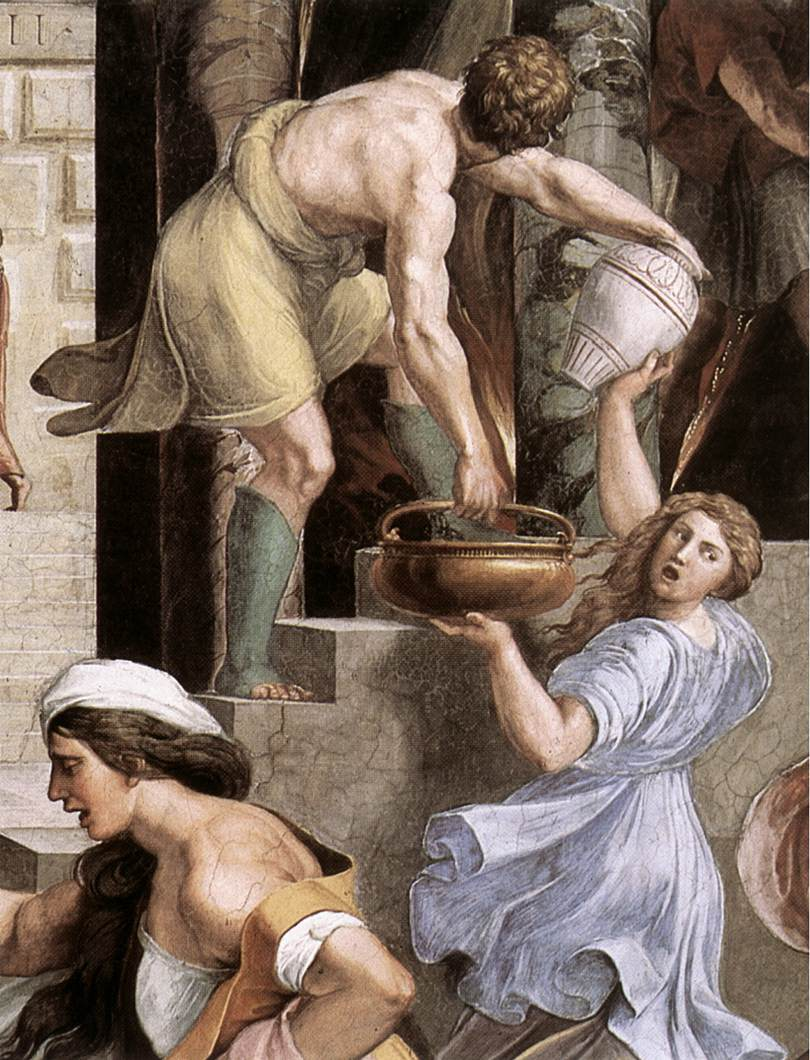
Détail.

L'Incendie de Borgo est une fresque monumentale conçue par Raphaël (sur 6,70 m de large), réalisée de 1514 à 1517 avec l'aide de ses disciples Jules Romain et Giovan Francesco Penni, pour le Palais du Vatican à Rome.
Elle fait partie de la commande passée à Raphaël pour décorer les Chambres maintenant connues comme les Chambres de Raphaël, dans le Palais apostolique ; elle se trouve dans la pièce portant son nom, la Chambre de l'Incendie de Borgo.

## Histoire
Raphael commence à travailler sur la troisième chambre peu de temps après l'élection du pape Léon X. Le pontife, peut-être inspiré par la scène de La Rencontre entre Léon Ier le Grand et Attila dans la Chambre d'Héliodore, dans laquelle il a inséré son propre portrait à la place de celui de Jules II, choisit comme thème de la décoration, la célébration des papes portant son nom, Léon III et IV, dont les récits, tirés du Liber Pontificalis (« Livre Pontifical »), font allusion au pontife actuel, à ses initiatives et à son rôle.
La première fresque terminée est celle de L'Incendie de Borgo, qui a ensuite donné son nom à la pièce. Les interventions dédicacées du maître y sont toujours cohérentes, tandis que dans les épisodes suivants, les nouveaux engagements pris par Raphaël envers le pape (à la basilique Saint-Pierre et pour les tapisseries de la chapelle Sixtine) rendent nécessaire une intervention des aides de plus en plus visible, parmi lesquels se distinguent Jules Romain, Giovan Francesco Penni et Giovanni da Udine.
S'il est communément admis que Raphaël est le réalisateur des dessins préparatoires de la composition, la fresque est probablement peinte par ses assistants Giovan Francesco Penni pour le premier plan, et Jules Romain pour le fond.
Les évaluations sur l'autographie de L'Incendie du Borgo sont toujours basées sur les avis de Giovanni Battista Cavalcaselle ; la partie gauche et une zone de la partie droite se référent à Jules Romain, le groupe de femmes au centre à Penni ou Giovanni da Udine, et à Raphaël, le visage de la jeune fille qui se retourne tenant deux vases, quelques personnages en arrière-plan dont le pape, et quelques détails épars.

## Description et style

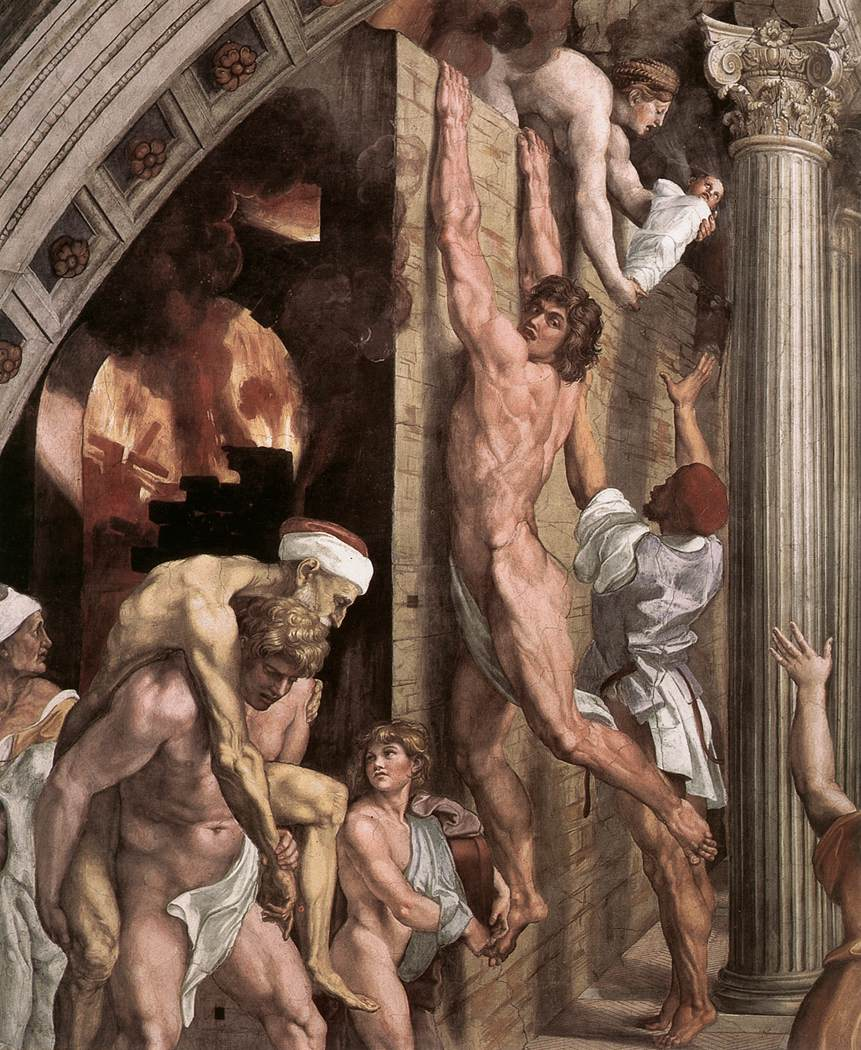
Détail.

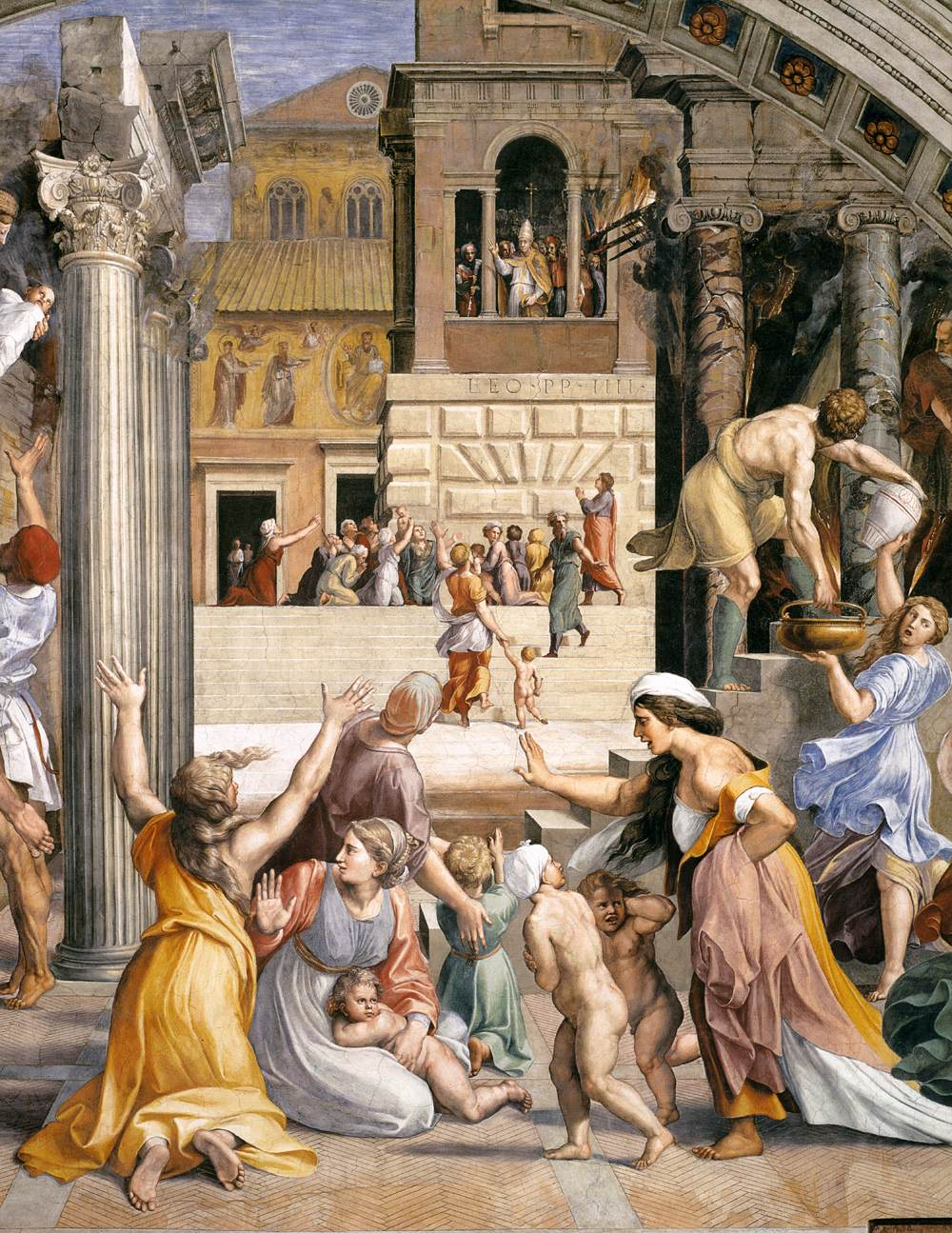
Détail.

La fresque est inspirée par un événement documenté dans le Liber Pontificalis : un incendie qui a éclaté dans le Borgo, un rione de Rome, devant l'antique basilique vaticane, en l'an 847[réf. incomplète]. Selon la tradition rapportée par le Liber Pontificalis, le pape Léon IV a exécuté un signe de croix solennel depuis le balcon extérieur de la basilique, vers la gauche, en direction du quartier du Borgo, à la suite de quoi les gigantesques flammes régressèrent sur-le-champ et l'incendie fut alors rapidement maîtrisé, sauvant la population et la basilique.
L'histoire se déroule dans un environnement classique, peuplé de personnages héroïques qui sont influencés par Michel-Ange, avec des veines littéraires en évoquant la description de l'incendie de Troie dans l'Énéide de Virgile, et politiques en faisant allusion au rôle pacificateur du pape au milieu de la flambée des guerres entre les puissances chrétiennes. La reconstitution de l'Énéide est aussi un prétexte pour célébrer l'histoire de Rome dans sa dimension la plus héroïque.
Les effets dramatiques de l'incendie sont très éloquemment représentés, tandis que, dans le centre et au fond, le pape Léon IV est en train de donner la bénédiction apostolique. En effet, le pape paraît dans le lointain, traçant le signe de la croix à distance depuis le balcon de la basilique vaticane. La fresque est donc principalement occupée par l'agitation du peuple paniqué par le drame en cours et les personnes se précipitant pour éteindre le sinistre.
Le côté gauche, avec un temple en ruine rappelant la colonnade corinthienne du temple des Dioscures, montre à travers une arche un bâtiment en feu dont le toit est maintenant à découvert. Un homme nu descend du mur avec la tension musculaire de l'effort clairement évidente, tandis qu'une femme tend à un homme un bébé emmailloté ; plus loin, une scène évoque l'épisode d'Énée avançant portant son père Anchise sur ses épaules et son fils Ascagne sur le côté, lors de l'incendie de Troie, une allusion à l'idée traditionnelle de Rome succédant à Troie. Derrière eux, la femme vêtue de jaune, Creuse, rappelle vaguement la Sibylle libyque de Michel-Ange sur la voûte de la chapelle Sixtine.
À droite, des femmes apportent des récipients remplis d'eau pour éteindre les flammes dans un temple ionique, rappelant celui de Saturne.
Au centre, plusieurs femmes avec enfants se tournent vers le pontife, regardant vers l'architecture rustique de Bramante. Plus à gauche, la façade de l'ancienne basilique du Vatican est décorée de mosaïques. Le vide central et l'ensemble des gestes réussit à faire converger l'œil du spectateur sur la figure du pontife, quoique petit par rapport au premier plan. Ce schéma a été largement repris par les classicistes du XVIIe siècle.
L'épisode historique est surtout raconté par l’intermédiaire de l'architecture. Au fond, on distingue la basilique paléochrétienne de Saint-Pierre. L'édifice de style Renaissance, au balcon duquel paraît le pape Léon IV, coiffé de la tiare, qui donne sa bénédiction à la ville de Rome, se reconnaît aux flèches qui le couronnaient encore dans les années 1400 et aux petites loggias des années 1500, avant de faire place à l'actuelle basilique Saint-Pierre. Les colonnes de gauche, qui représentent le Septizodium et soutiennent une partie de l'entablement, sont composites et corinthiennes, tandis que celles de droite sont d'ordre ionique.

## Analyse

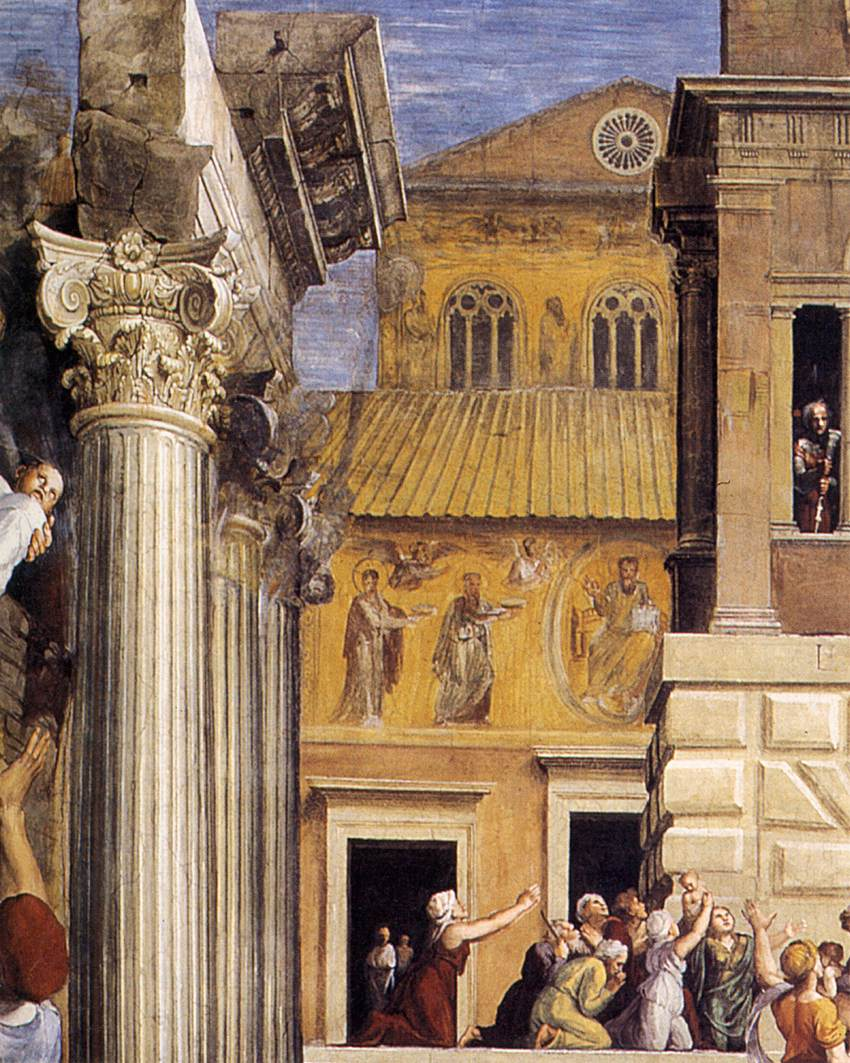
Détail architectural.

Avec cette œuvre, Raphaël effectue une transformation radicale de son style, ouvrant la voie au Maniérisme, nouvel horizon dans l'histoire de la peinture : théâtralité enflammée des personnages, composition scénographique avec ses architectures disposées comme des décors de coulisses, vide central du premier plan conduisant le regard directement vers le personnage principal visible au loin, sont autant d'éléments souvent repris dans l'art du XVIIe siècle. Renonçant à toute confrontation directe et rationnelle avec le rationalisme structurel du XVe siècle, il se concentre davantage sur l'expressivité des éléments figuratifs isolés que sur une construction d'ensemble de la composition pleinement harmonieuse : l’intérêt du peintre est consacré en premier lieu à l'expression des simples sujets représentés et se focalise sur les actions des protagonistes. Le décor architectural omniprésent participe à cette intense dramatisation.
Les figures nues, à la musculature très prononcée, seraient toutes dues au pinceau de Jules Romain.
De la beauté harmonieuse de la Chambre de la Signature, Raphaël passe à un style plus audacieux et hétérogène, avec une composition plus intensément scénographique, sans organisation structurelle articulée des bâtiments, qui ressemblent à des décors de théâtre ou des appareils éphémères mis en place pendant les fêtes (Raphaël lui-même s'occupait directement de la scénographie). La composante expérimentale est forte et est comparée par certains, en puisant dans les répertoires d’Urbino, d'Ombrie, de Florence et de Venise, au procédé qui, au cours de ces mêmes années, engageait les hommes de lettres sur le choix de la langue. Raphaël retravaille de fait les langues de ses prédécesseurs pour donner naissance à ce classicisme qui a grandement influencé les générations suivantes.
La peinture est presque entièrement due à l'atelier de Raphaël ; la violence croissante de l'expression, l'isolement des personnages, leur manque de cohésion en tant que groupes, en tant que blocs imbriqués formant une composition, ont pour résultat une dispersion de l'intérêt, fatale à l'effet d'ensemble. Certaines figures (souvent attribuée à Raphaël) sont toutefois superbes comme le vieillard sur les épaules du jeune homme, l'homme suspendu au mur, la splendide porteuse d'eau avec la cruche sur sa tête, descendante directe de la ménade classique de tant de peintures du Quattrocento, panier sur la tête et drapé flottant derrière elle. L'ensemble demeure cependant ennuyeux à cause du gonflement constant des figures secondaires aux dépens de la relation entre les éléments, entre l'ensemble et le contenu. Les mouvements deviennent des fins en eux-mêmes, ce qui dévalorise leur signification.

## Sources
- (it) Cet article est partiellement ou en totalité issu de l’article de Wikipédia en italien intitulé « Incendio di Borgo » (voir la liste des auteurs).